# إليونورا ديس فلم
إليونورا ديس. هو فيلم إيطالي درامي سنة 1947 إخراج فيليبو الترراتي وبطولة إليسا سيكاني، روسانو برازي وأندري أتشيكي، وهو يصور حياة الممثلة الإيطالية الشهيرة إليونورا ديس(1858-1924). ويستند الفيلم على رواية الزنمة العظمى نينو بولاج.

## بث
- إليسا سيكاني
- روسانو براتزي
- أندريا تشيكي
- جيوفاني جراسو
- مانويل رويرو
- فوسكا فريدا
- فيديلي جونتيل
- ألفريدو سالفاتوري
- برونو كوريلي
- أتيليو طوريلي
- إنغريد دانوسان

## روابط خارجية
- مقالات تستعمل روابط فنية بلا صلة مع ويكي بيانات